# Oplopomus oplopomus
Oplopomus oplopomus é uma espécie de peixe da família Gobiidae e da ordem Perciformes.

## Morfologia
- Os machos podem atingir 10 cm de comprimento total.[5][6]

## Habitat
É um peixe marítimo, de clima tropical (22 °C-29 °C) e associado aos recifes de coral que vive entre 1–30 m de profundidade.

## Distribuição geográfica
É encontrado desde África Oriental até às Ilhas da Sociedade e nas Ilhas Ryukyu.

## Observações
É inofensivo para os humanos.